# 马传凯
马传凯（1964年5月—），男，回族，山东青州人，中华人民共和国政治人物，中国致公党党员，第十三届全国人民代表大会山东地区代表。

## 生平
2018年2月24日，当选为第十三届全国人大代表。